# 彼得·费尔普斯
彼得·费尔普斯（英語：Peter Phelps，1945年3月28日—），澳大利亚男子游泳运动员。他曾代表澳大利亚参加1962年大英帝国和英联邦运动会游泳比赛，获得一枚金牌。他也曾参加1964年夏季奥运会。